# Бадер, Амджад
А́мджад Ба́дер (араб. أمجد بدر‎; ивр. אמג׳ד בדר‎) — израильский актёр арабского происхождения.

## Карьера

### Карьера в театре
Свою актерскую карьеру в качестве театрального актера начал со спектакля «Лу йехи» в 2015 году, который был признан лучшим на фестивале Masarhid Acre.
В 2016 году сыграл в спектакле «Палестина, нулевой год» в Акко. Затем в 2017 году выступил в Яффо со спектаклем «Саед», а также сыграл в спектакле «Реулим» в театре «Фриндж» в Назарете.
В 2018 году сыграл в спектакле «Media Com» в театре «Эльханин Назарет». В 2019 году сыграл в спектакле «Хидхуд» в театра «Тму-на».

### Телевизионная карьера
В 2018 году начал телевизионную карьеру, снявшись в сериале «Фауда» в роли Джалиля. Также сыграл роль Филиппа в сериале «Муна».
Снялся в сериале Израильской телерадиовещательной корпорации «Шабас» в роли Юсуфа, а также исполнил роль в сатирической программе «Нулевой канал».
В 2022 году сыграл роль детектива Фареса в сериале «Иерусалим».
В 2025 сыграет роль в сериале «Нотук».

## Фильмография

### Кино
| Год  | Название на русском    | Название на английском | Роль | Примечания |
| ---- | ---------------------- | ---------------------- | ---- | ---------- |
| 2018 | Чрезвычайное положение | Law of Emergency       |      |            |

### Телевидение
| Год  | Название на русском | Название на английском | Роль                                | Примечания                 |
| ---- | ------------------- | ---------------------- | ----------------------------------- | -------------------------- |
| 2018 | Фауда               | Fauda                  | Джалил                              |                            |
| 2019 | Шабас               | Shabas                 | Юсуф, Заключенный, террорист ХАМАСа | Постоянная роль            |
| 2020 | Нулевой канал       | Arutz Efes             | Юсуф, Заключенный, террорист ХАМАСа |                            |
| 2020 | Муна                | Mouna                  | Филипп                              |                            |
| 2022 | Иерусалим           | Jerusalem              | Фарес, полицейский                  | Постоянная роль; 4 эпизода |